# European synchrotron radiation facility

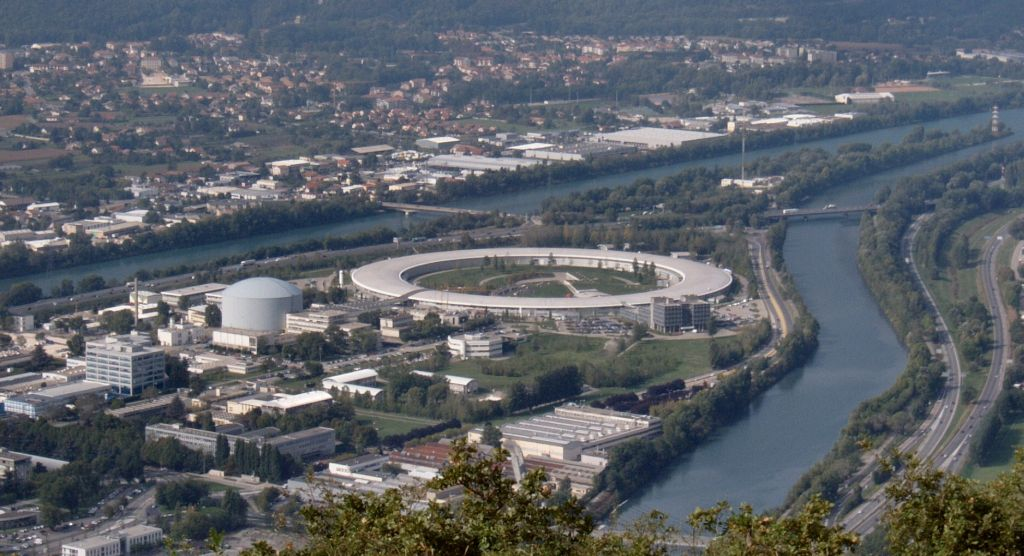
L'European Synchrotron Radiation Facility

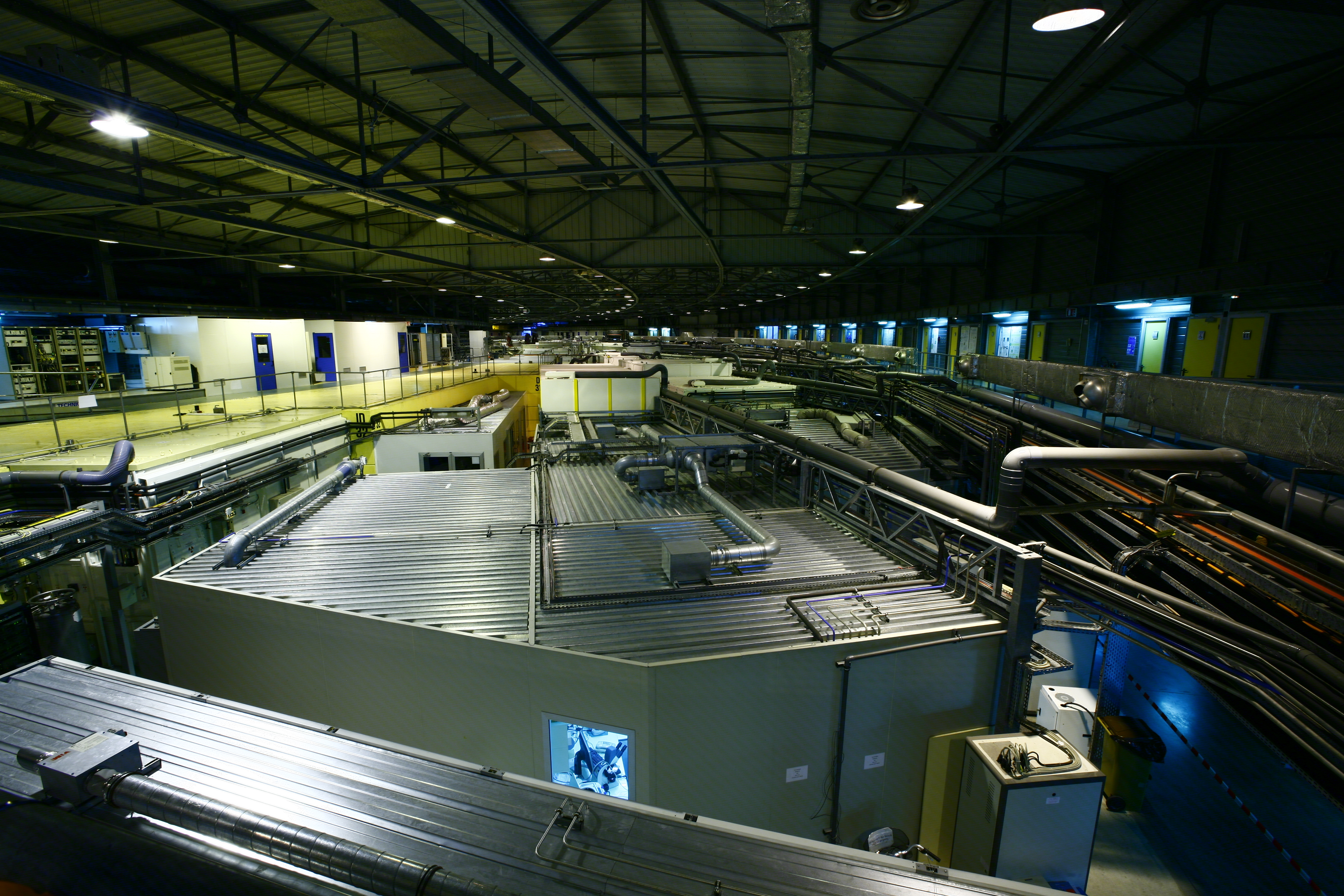
Vista dell'acceleratore di particelle dall'alto

L'European Synchrotron Radiation Facility o ESRF, in lingua francese  Installation européenne de rayonnement synchrotron, è uno dei tre più importanti sincrotroni attualmente in funzione nel mondo, insieme all'Advanced Photon Source (APS) di Argonne negli Stati Uniti e allo Spring-8 in Giappone. È stato inaugurato il 30 settembre 1994, nel quartiere del Poligono scientifico (in lingua francese Polygone scientifique), a Grenoble.

## Descrizione
L'ESRF è un centro di ricerca che impiega circa 600 persone e accoglie ogni anno circa 6000 ricercatori provenienti dai 18 paesi che partecipano al suo finanziamento. Circa 1500 pubblicazioni nelle riviste scientifiche sono prodotte ogni anno dai ricercatori accolti o al lavoro nel sincrotrone.
L'ESRF si compone di un fabbricato per l'amministrazione e i ricercatori, e di un acceleratore di particelle di circa 320 m di diametro, nel quale gli elettroni sono fatti girare ad alta velocità in un anello per produrre la radiazione elettromagnetica, detta Radiazione di sincrotrone, che permette di osservare la materia.

## Applicazioni
I ricercatori usano il fascio sincrotrone, essenzialmente composto di raggi x, nei campi della fisica, della biologia, della geologia, della chimica, dell'ingegneria dei materiali, della medicina e dell'archeologia. Alcune industrie hanno frequentato il sincrotrone per sviluppare i loro prodotti.
Dal 1998, vi sono quaranta ramificazioni esterne (beamline) operative in seno all'ESRF. Ogni ramificazione esterna all'anello è una zona composta da:
- Una sorgente di fotoni generata dagli elettroni rotanti nell'anello centrale;
- Una cabina ottica per filtrare e focalizzare il fascio;
- Una cabina sperimentale per disporre un campione di osservazione e gli strumenti di misura;
- Una cabina di controllo in cui si posizionano i ricercatori per controllare gli esperimenti.

## Ammodernamento
Dal 2008, è stato portato avanti un ambizioso programma di ammodernamento del sincrotrone.. Questo programma comprende, tra l'altro:
- l'ampliamento di un terzo edificio e delle beamline corrispondenti;
- un miglioramento considerevole della qualità della sorgente luminosa ("la macchina");
- un miglioramento dell'equipaggiamento scientifico e di misurazione.

La nuova versione della sorgente di luce installata nel laboratorio europeo si chiama Sorgente Estremamente Brillante (Extremely Bright Source - EBS) ed è stata inaugurata il 25 August 2020. 
ESRF-EBS è la prima macchina di una nuova generazione di sorgenti di luce ad alta energia e attualmente la sorgente di luce di sincrotrone a maggiore brillanza esistente.